# Terguride
Terguride (INN), còn được gọi là trans-dihydrolisuride, là một chất đối vận thụ thể serotonin và chất chủ vận thụ thể dopamine thuộc họ ergoline. Nó được phê duyệt và sử dụng như một chất ức chế prolactin trong điều trị tăng prolactin máu. Terguride là một chất đối kháng mạnh bằng miệng của các thụ thể 5-HT2B và 5-HT2A (serotonin). Serotonin kích thích sự tăng sinh của các tế bào cơ trơn động mạch phổi và gây ra xơ hóa trong thành của các động mạch phổi. Cùng với nhau, điều này gây ra sự tái tạo mạch máu và thu hẹp các động mạch phổi. Những thay đổi này dẫn đến tăng sức cản mạch máu và PAH. Do hoạt động chống tăng sinh và chống xơ hóa tiềm tàng của terguride, loại thuốc tiềm năng này có thể mang lại hy vọng đạt được sự đảo ngược của tái tạo mạch máu phổi và suy giảm tiến triển bệnh.
Vào tháng 5 năm 2008, terguride đã được cấp tình trạng thuốc mồ côi để điều trị tăng huyết áp động mạch phổi. Vào tháng 5 năm 2010, Pfizer đã mua bản quyền trên toàn thế giới cho thuốc.